# Xanthostege plana
Xanthostege plana är en fjärilsart som beskrevs av Augustus Radcliffe Grote 1883. Xanthostege plana ingår i släktet Xanthostege och familjen Crambidae. Inga underarter finns listade i Catalogue of Life.